# Кавагути, Киётакэ
Киётакэ Кавагути  (яп. 川口 清健 Кавагути Киётакэ, 3 декабря 1892 — 16 мая 1961) — генерал-майор Императорской армии Японии в годы Второй мировой войны.
Кавагути был уроженцем префектуры Коти. В 1914 году он окончил Рикугун сикан гакко, а в 1922 году — Рикугун дайгакко. В 1920—1930-х годах он занимал различные штабные должности в Японии и в штабе Северо-Китайского фронта, а в 1940 году был произведён в генерал-майоры.
В 1941 году в составе Южной группы армий была сформирована 35-я пехотная бригада, командиром которой был назначен Кавагути. В 1941—1942 годах в ходе вторжения на Борнео усиленная бригада Кавагути осуществила высадки в Мири, Кучинге, Брунее, Джесселтоне, Бофорте, Лабуане и Сандакане. На завершающих стадиях Филиппинской операции в марте 1942 года эта бригада высадилась на Себу, а в апреле — на Минданао. У Кавагути произошёл конфликт с полковником Масанобу Цудзи из штаба генерала Томоюки Ямаситы: Цудзи требовал убивать заложников из числа филиппинцев, Кавагути же полагал, что убийство безоружных противоречит духу бусидо. В результате Цудзи старался отправить Кавагути в «горячие точки».
В августе — сентябре 1942 года бригада Кавагути была переброшена на Гуадалканал, чтобы сбросить оттуда высадившиеся войска Союзников, и 13 сентября 1942 года была разгромлена в ходе битвы за Кровавый хребет; Кавагути был эвакуирован в Японию.
В 1943 году Кавагути был помещён в список резерва. После долгого лечения, он в марте 1945 года был назначен командующим обороной острова Цусима.
После войны Кавагути был арестован оккупационными властями, обвинён в совершении военных преступлений, и с 1946 по 1953 годы пробыл в тюрьме Сугамо. Он скончался в 1961 году.